# 爱沙尼亚国家博物馆
爱沙尼亚国家博物馆，於1909年4月14日建立在塔爾圖。此博物館專注於愛沙尼亞文化。